# Frederik Bloemaert

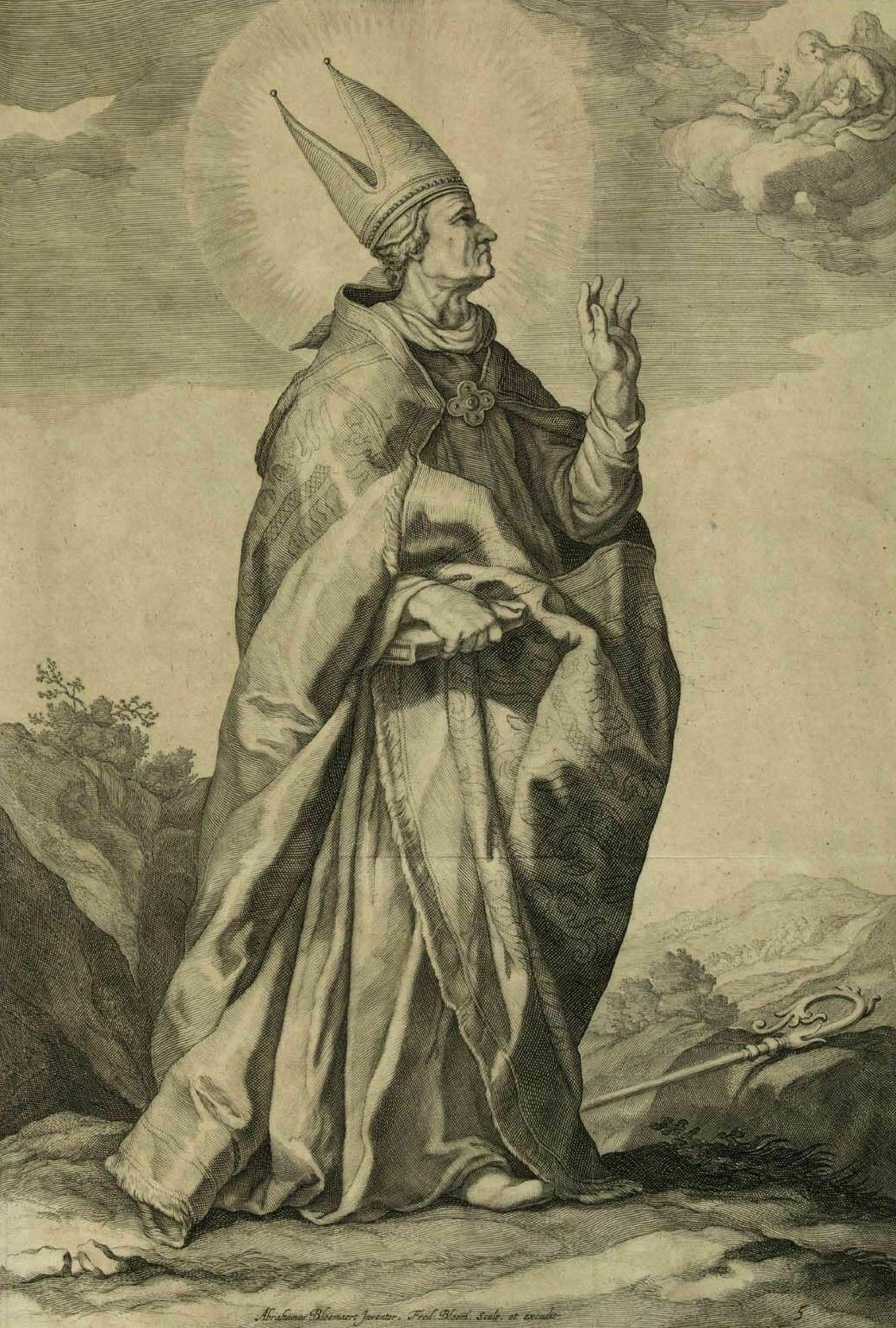
San Radbodus de Utrecht (c. 1630), grabado a buril de Frederik Bloemaert.

Frederik Bloemaert (también escrito Frederick) (Utrecht, c. 1616-Utrecht, 1690) fue un grabador neerlandés, segundo hijo del famoso pintor Abraham Bloemaert.
Al igual que su hermano Cornelius, se formó con el grabador Crispijn de Passe. 
Casi toda su producción son grabados que reproducen diseños paternos: hacia 1635 produjo una serie de quince planchas de paisajes, y su principal obra es el libro Tekenboek, un conjunto de 173 grabados que igualmente reproducen bocetos de Abraham. Este libro vio la luz hacia 1679-1702, siendo seguido como inspiración y aprendizaje por muchos artistas, y alcanzó mayor auge con su segunda edición, emitida en Ámsterdam en 1740 por Reinier y Josua Ottens. 
Frederik fue, junto con Goltzius, uno de los renovadores de la xilografía de chiaroscuro, ideada en Italia a principios del siglo XVI. En lugar de emplear siempre planchas de madera como era lo habitual en esta técnica, grababa las líneas principales sobre cobre, a buril, y empleaba la xilografía solamente para las capas de color, generalmente ocres. Varios de estos grabados tonales se incluyeron en el Tekenboek.
- Datos: Q5499257
- Multimedia: Frederick Bloemaert / Q5499257